# Börje Kragh
Börje Robert Viktor Kragh, född 11 april 1918 i  Stockholm, död 2017, var en svensk professor i nationalekonomi. Han var son till Osvald Kragh, bror till Ulf Kragh och farfar till Martin Kragh.

## Karriär
Kragh gjorde militärtjänstgöring under andra världskriget. Han disputerade 14 december 1951 med avhandlingen "Prisbildningen på kreditmarknaden" vid filosofiska fakulteten vid Uppsala universitet. Han hade undervisningsuppdrag i nationalekonomi vid Lunds universitet, Handelshögskolan i Göteborg och Uppsala universitet. Från 1952 till 1957 var han anställd vid Förenta nationerna i New York och Mexico City. Han utnämndes till professor vid Göteborgs universitet 1 juni 1962 och till överdirektör och chef för Konjunkturinstitutet den 1 januari 1965. Åren 1973-1976 tjänstgjorde han åter vid Förenta nationerna och var chef för General Analysis Division vid Economic Commission for Europe i Genève. Han var aktiv EMU-skeptiker och debattör inför folkomröstningen om införande av euron i Sverige 2003.

## Utmärkelser
- Kommendör av första klass av Nordstjärneorden, 16 november 1970.[3]

## Artiklar och skrifter (ett urval)
- "Svensk penningpolitik 1914-1942", Malmö, 1943
- "Den penningpolitiska diskussionen i Sverige under och efter förra världskriget", Ekonomisk Tidskrift, 1944:1
- "Den regionala kapitalförsörjningen", Ekonomisk Revy, 1945:1
- "Sparande, köpkraftsöverskott och likviditet", Ekonomisk Tidskrift, 1945:1
- "Sweden's Fiscal and Monetary Policy before and after the Second World War", Stockholm 1949
- "Bolagsvinster och banklikviditet", Ekonomisk Tidskrift, 1946:1 och 1946:3
- "En ny lärobok i nationalekonomi", Ekonomisk Revy, 1948:1
- "Banksystemets likviditetsregler", Ekonomisk Tidskrift, 1948:4
- "Two Liquidity Functions and the Rate of Interest: A Simple Dynamic Model", The Review of Economic Studies, 1949-1950:43
- "Prisbildningen på kreditmarknaden", doktorsavhandling, Uppsala 1951
- "Control of the Balance of Payments through General Fiscal and Credit Policies", med L. Read, World Economic Report, 1951-1952, New York, 1953
- "Valutaregleringen och målen för den ekonomiska politiken", S.O.U., 1963:139, Bihang A
- "Finansieringsproblem och strukturomvandling", Stockholm 1967
- "Liten handbok för EMU-skeptiker", Umeå Forest University Press, 2000